# Fatiha Belamghar
Fatiha Belamghar est une athlète marocaine. 

## Biographie
Fatiha Belamghar obtient aux Championnats panarabes d'athlétisme 1981 à Tunis et aux Championnats panarabes d'athlétisme 1983 à Amman la médaille d'or du lancer du javelot.
Elle est médaillée d'argent du lancer du javelot aux championnats d'Afrique 1982 au Caire.
Elle est aussi médaillée d'argent du lancer du javelot aux championnats du Maghreb de 1983 à Casablanca.
Elle est sacrée championne du Maroc du lancer du javelot en 1981, 1982 et 1983.